# Алея Героїв Небесної Сотні
Але́я Геро́їв Небе́сної Со́тні — вулиця в Печерському районі міста Києва, місцевість Липки. Пролягає від Майдану Незалежності й Хрещатика до Ольгинської та Інститутської вулиць.

## Характеристика
Алея пішохідна. На більшій її частині, там, де в лютому 2014 року відбулися розстріли, обабіч улаштовано пам'ятні знаки, пам'ятники та меморіали на честь героїв Небесної сотні (детальніше див. розділ «Вшанування пам'яті Небесної сотні на вулиці»).

## Історія
До 2014 року була частиною Інститутської вулиці, що виникла на початку XIX століття вздовж давнього, відомого від часів Київської Русі, Іванівського шляху. Згодом у різний час мала назви Іванівська вулиця, Бегічевська вулиця. З 1842 року — Інститутська вулиця, назва походила від збудованого на вулиці в 1838–1842 роках Інституту шляхетних дівчат (згодом Жовтневий палац, тепер у його приміщенні — Міжнародний центр культури і мистецтв). Побутувала також паралельна неофіційна назва — Дівоча вулиця. З 1919 року мала назву вулиця 25 Жовтня, на честь дати Жовтневої революції 1917 року. Під час німецької окупації міста в 1942–1943 роках — Берлінерштрасе (нім. Berliner Str., укр. Берлінська) та Інститутська. З 1944 року — вулиця Жовтневої революції. Назву Інститутська вулиця було відновлено 1993 року.
Під час Революції гідності 20 лютого 2014 року на ділянці Інститутської вулиці від Ольгинської вулиці до Майдану Незалежності стався масовий розстріл активістів Євромайдану. Загиблих після цього почали називати Небесною сотнею, а вулиця стала місцем вшанування їхньої пам'яті. Майже одразу почали з'являтися пропозиції про перейменування вулицю на честь Героїв Небесної сотні.
20 серпня 2014 року Київська міська державна адміністрація започаткувала громадське обговорення щодо перейменування Інститутської вулиці на вулицю Героїв Небесної Сотні. Обговорення завершилося схваленням пропозиції: «За» висловилися 1614 людей (61 %), проти — 1032. Однак унаслідок дебатів на засіданнях комісії з питань культури та туризму 6 листопада та Київради 20 листопада 2014 року було ухвалено рішення перейменувати лише частину Інститутської вулиці на Алею Героїв Небесної Сотні, його підтримали 85 депутатів. Рішення було опубліковане та набуло чинності 30 січня 2015 року.

### Вшанування пам'ятіНебесної сотніна вулиці
Після завершення боїв 18-20 лютого в наступні дні тисячі українців вийшли на цю частину вулиці Інститутської щоб вшанувати пам'ять загиблих тут героїв Небесної сотні. Вулицю було встелено квітами, а згодом на вулиці почали з'являтися пам'ятники полеглим.

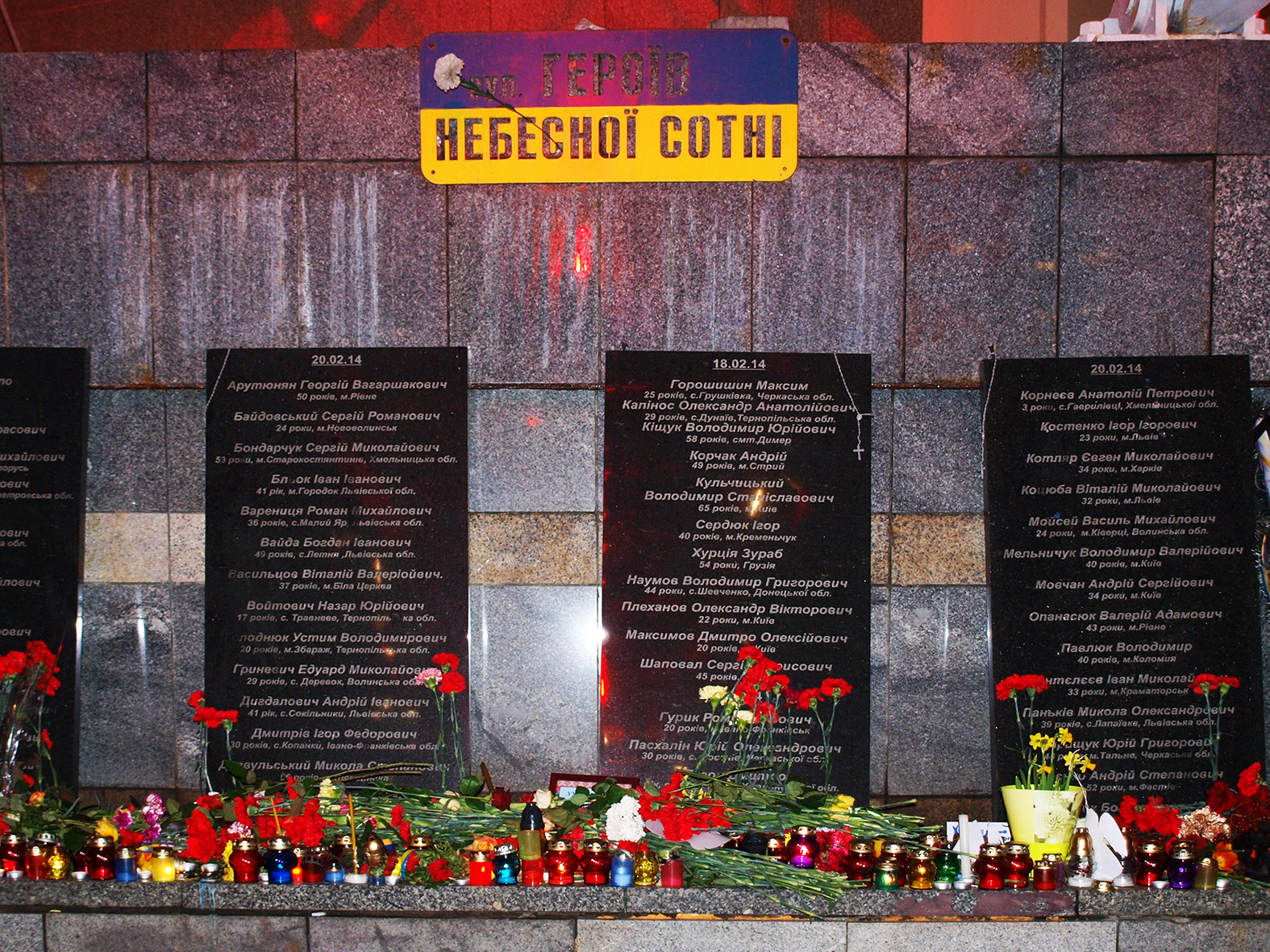
Алея Героїв Небесної Сотні
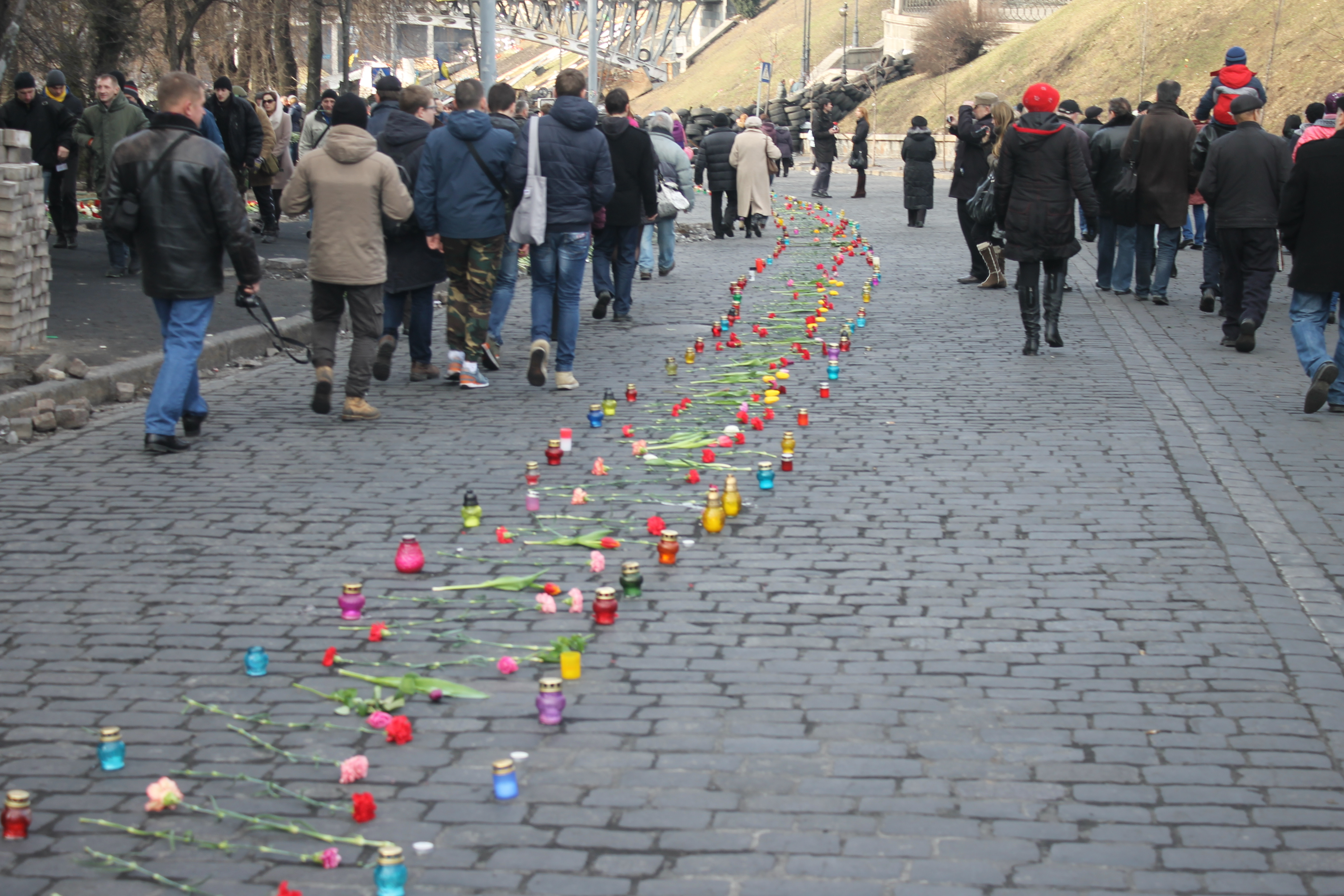
Квіти, викладені Інститутською вулицею, на вшанування загиблих героїв Євромайдану. 24 лютого 2014 року
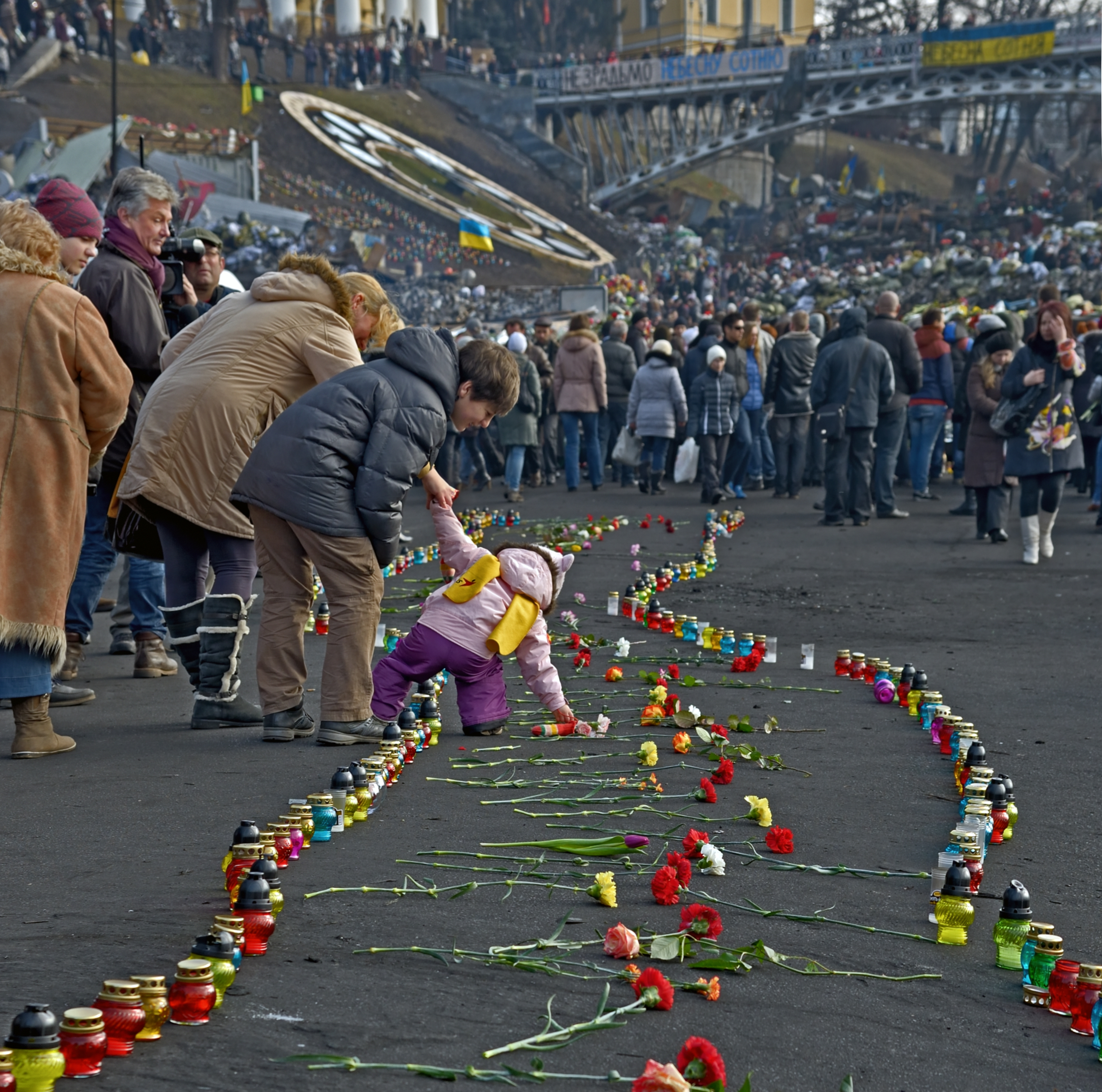
«Дорога Небесної сотні» — меморіал на бруківці алеї. 24 лютого 2014 року
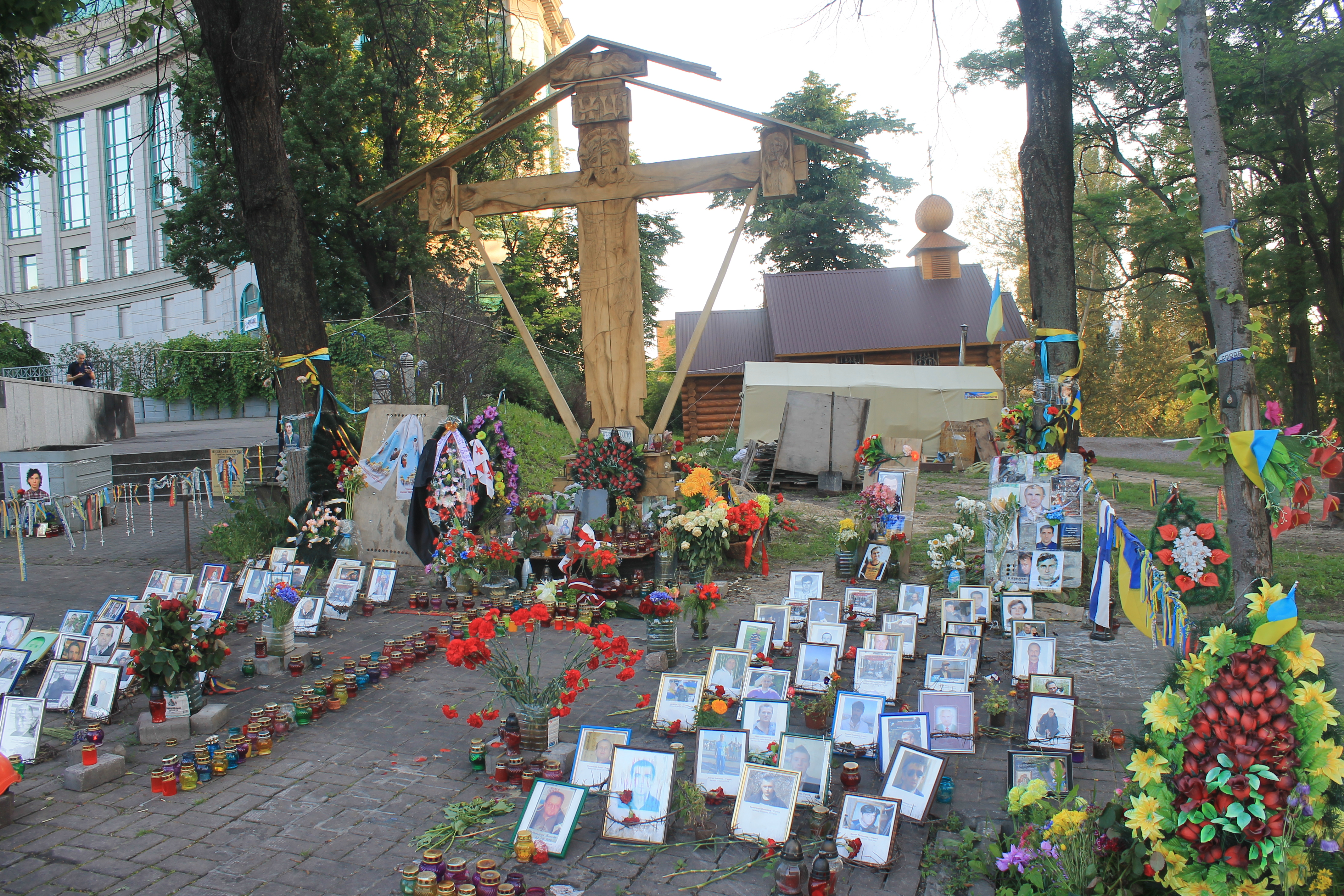
пам'ятний хрест і лампади загиблим героям Євромайдану
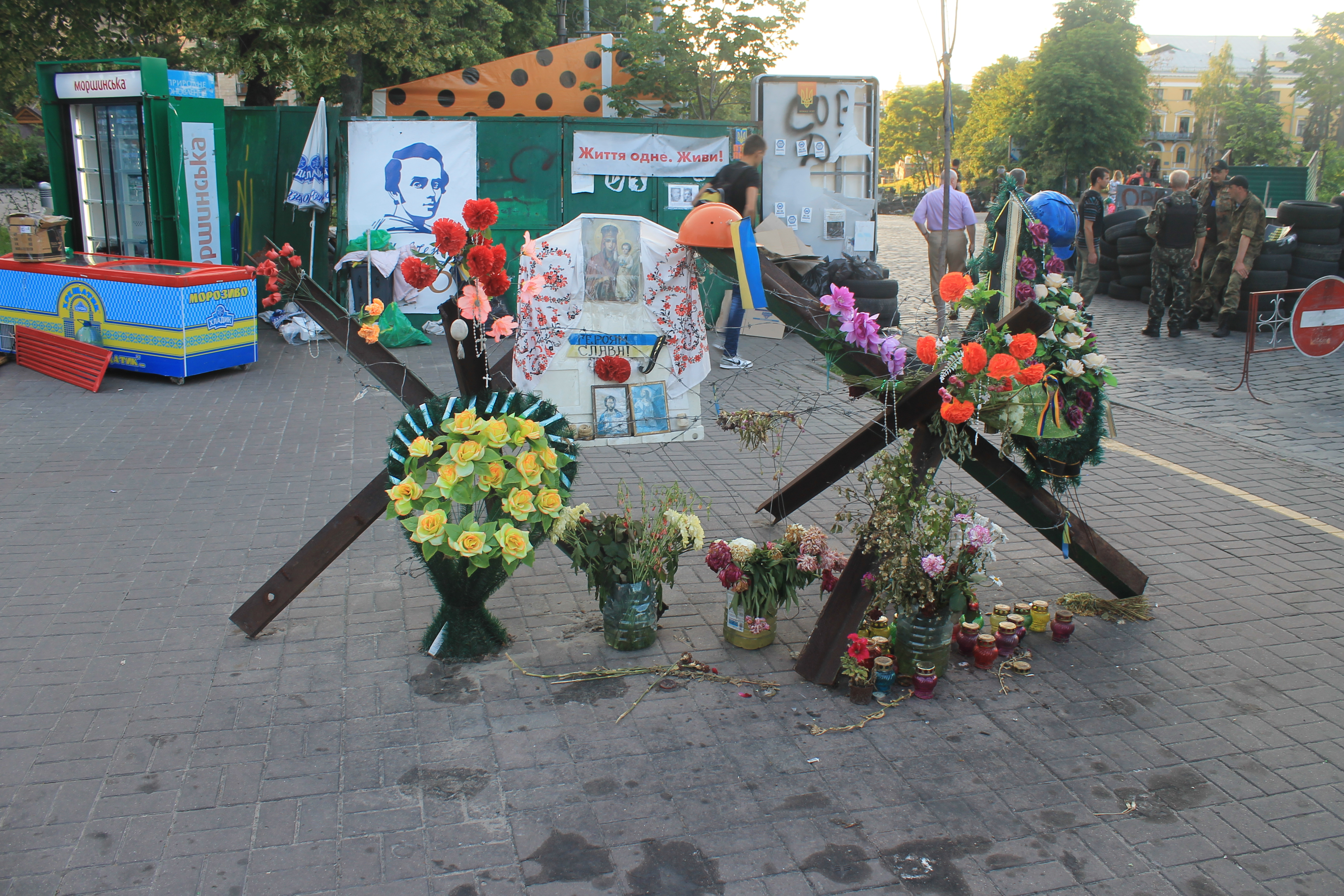
пам'ятний знак загиблим біля вестибюля станції метро «Хрещатик»
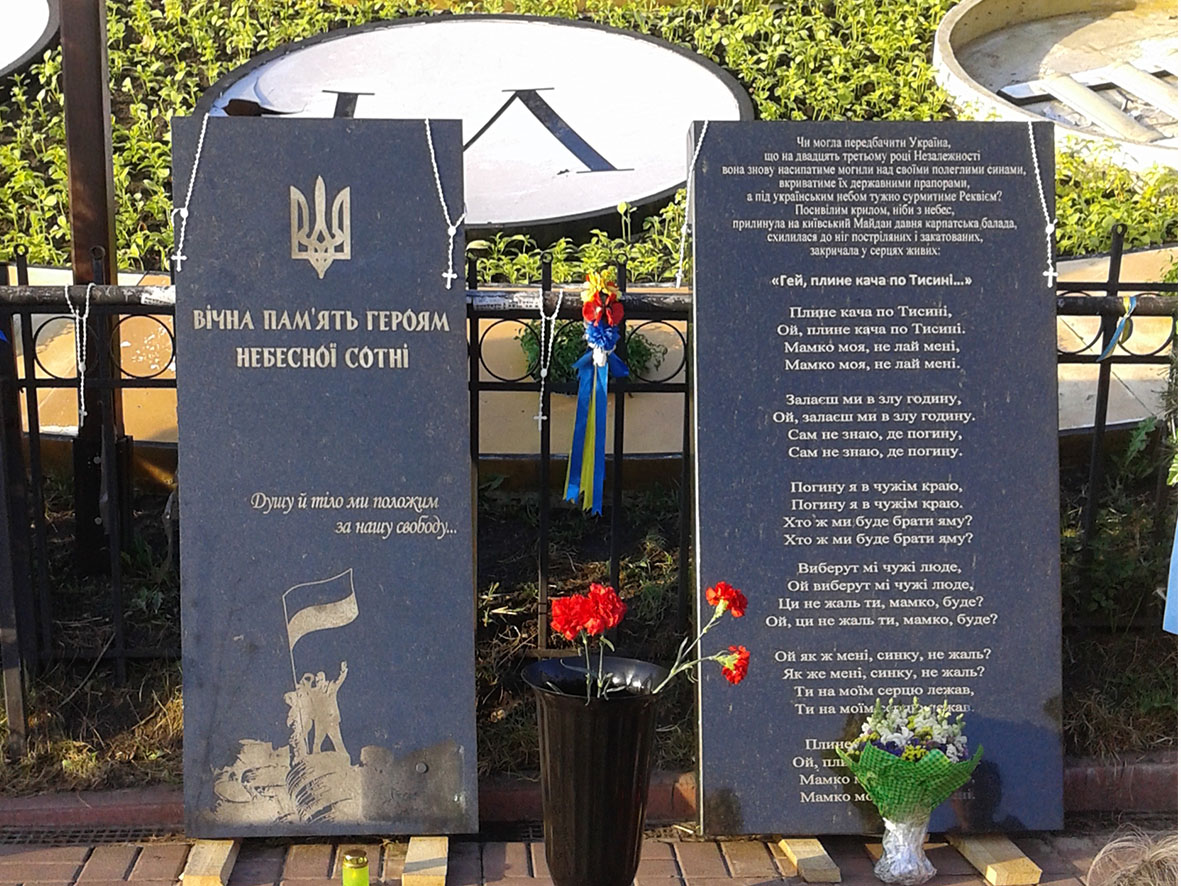
Один з багатьох тимчасових пам'ятниів Небесній сотні
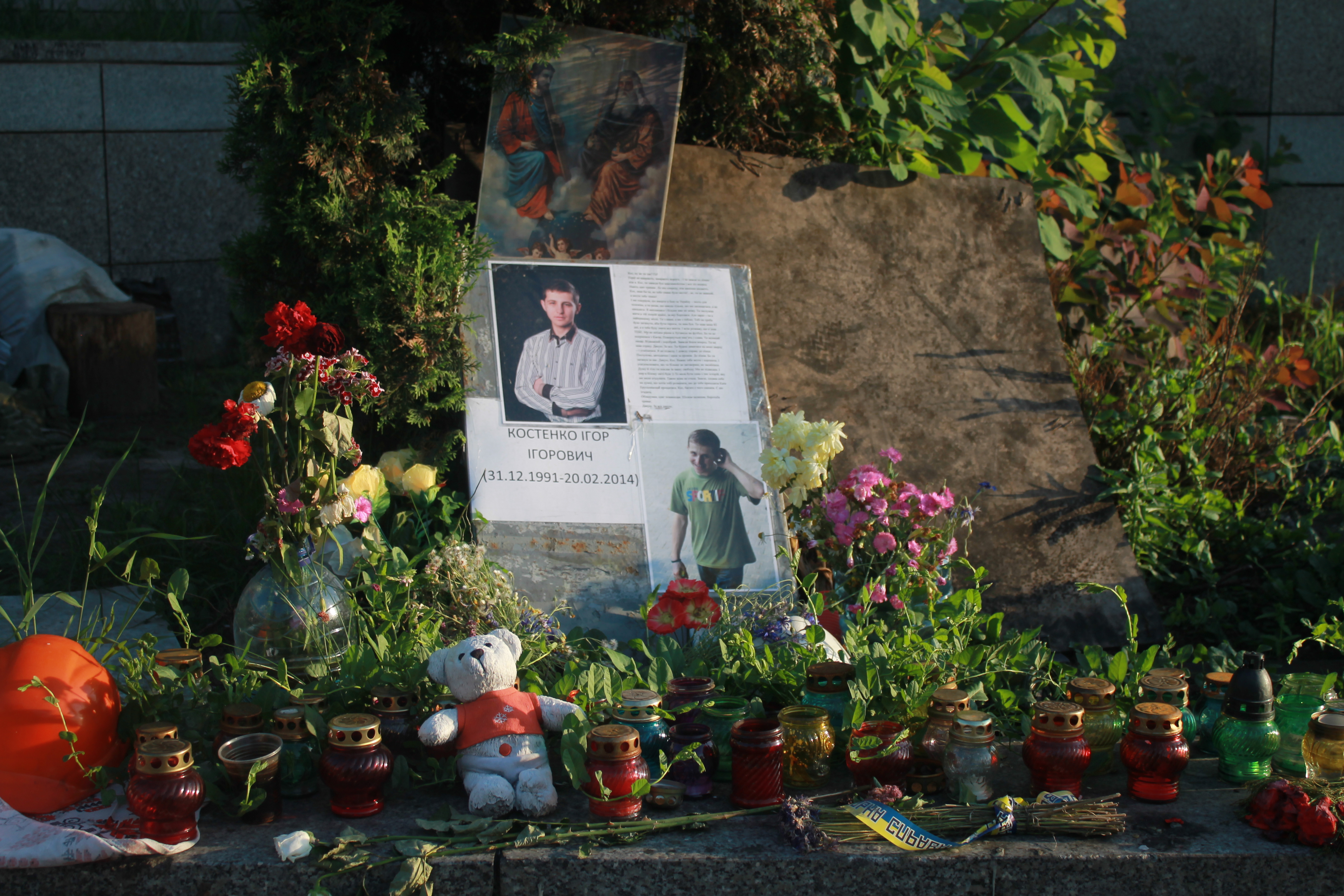
пам'ятний знак Ігореві Костенку, загиблому герою Небесної сотні
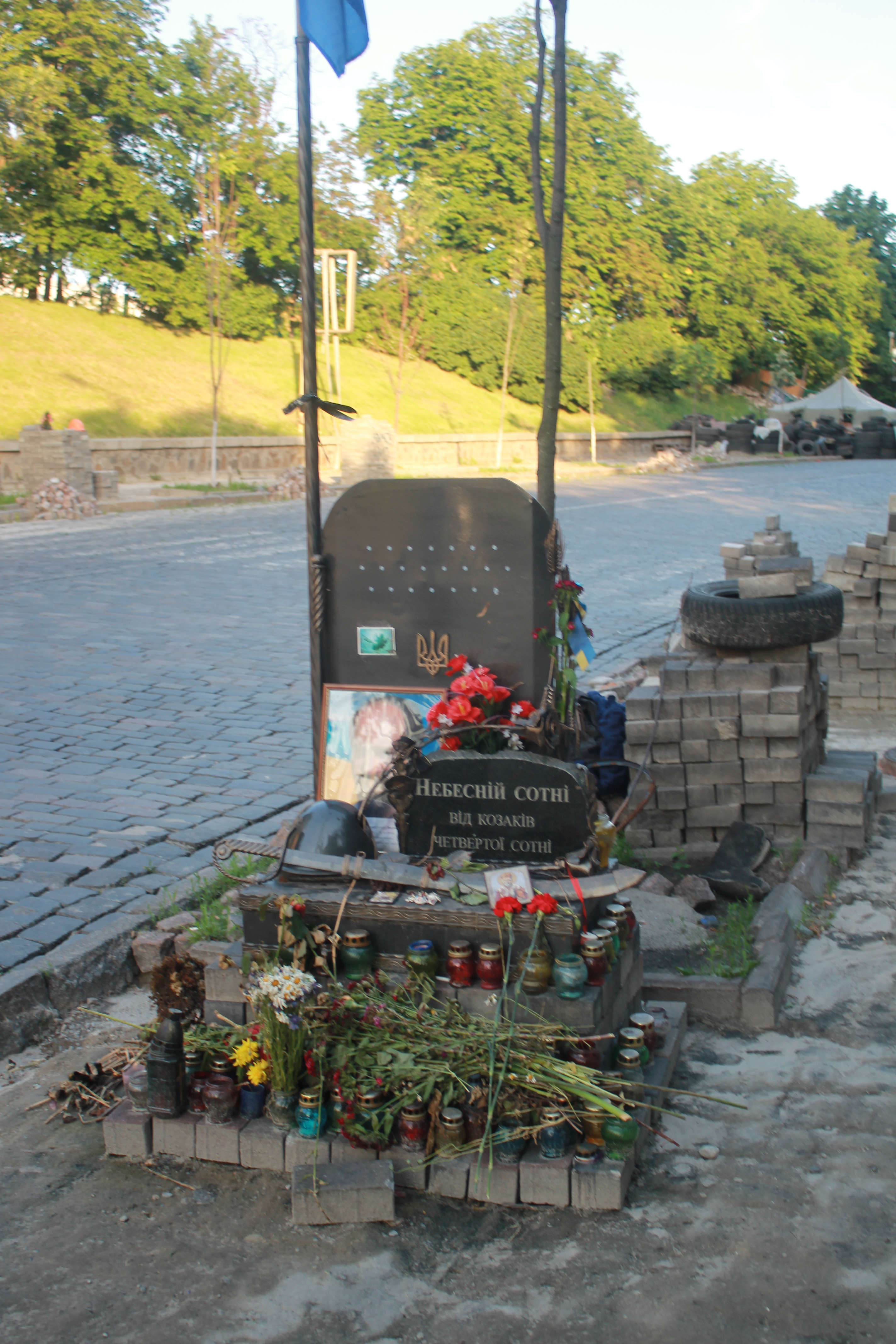
Пам'ятник загиблому козакові 4-ї сотні «Козацького редуту» Максимові Шимку
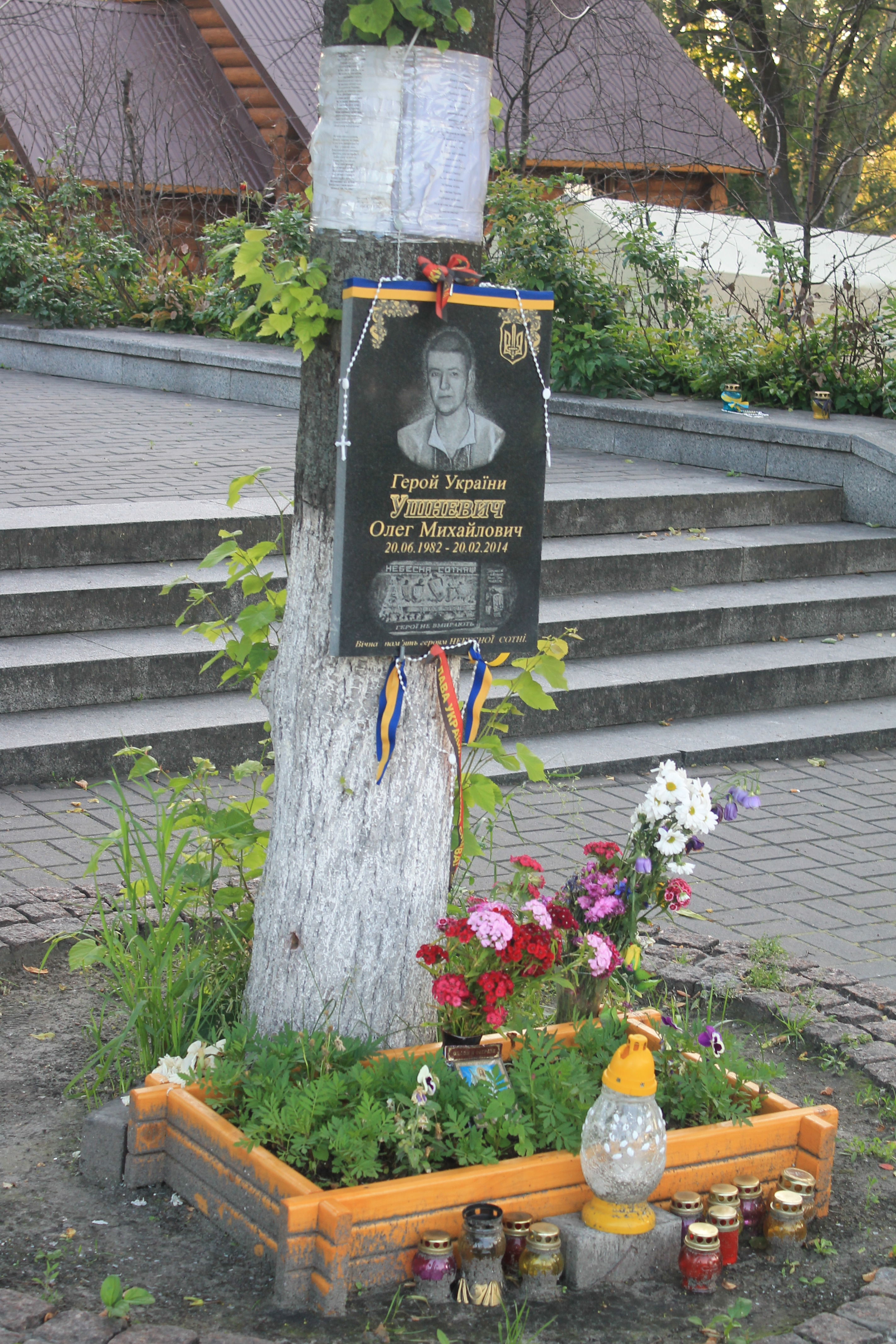
Пам'ятний знак загиблому герою Олегові Ушневичу
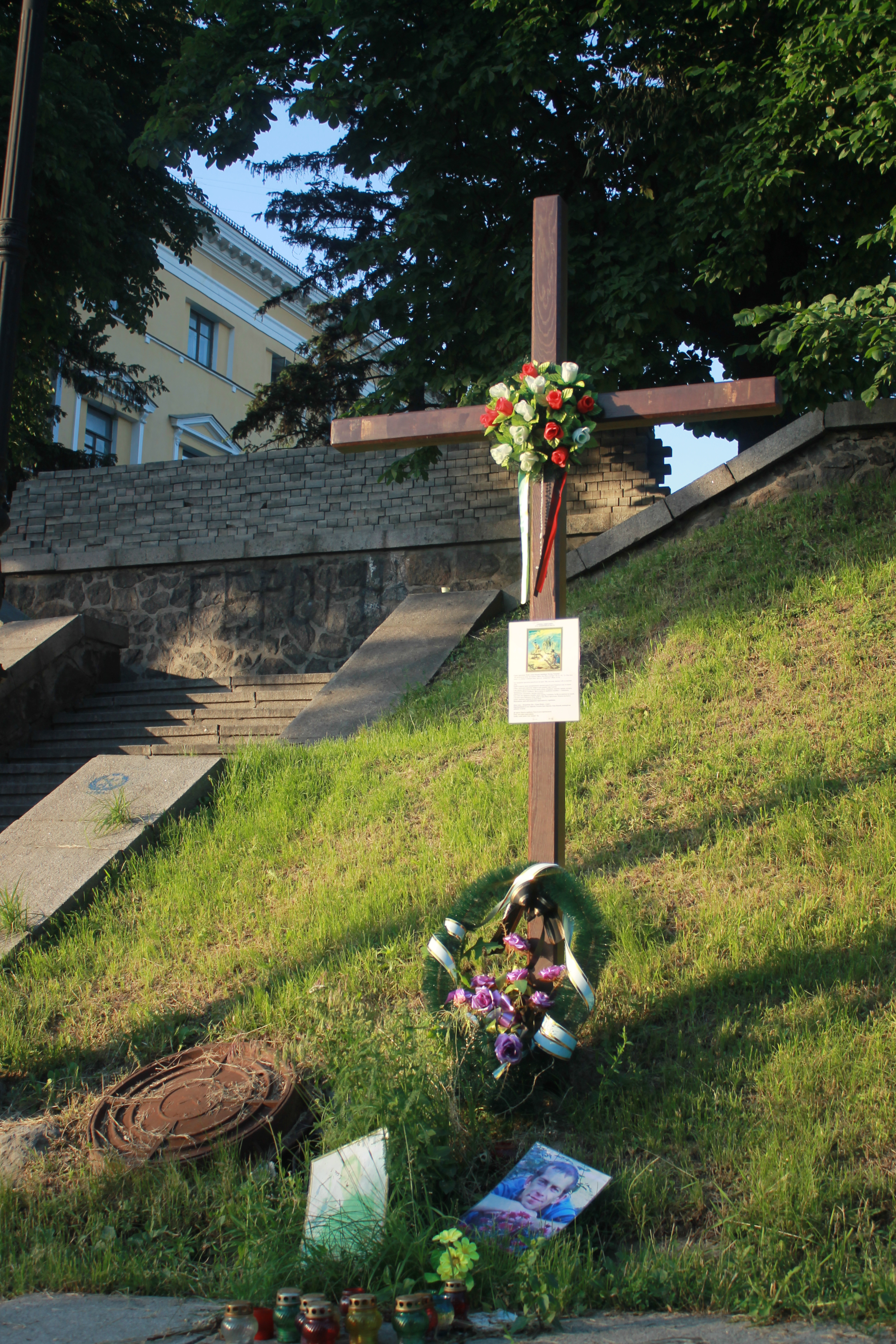
Пам'ятний хрест загиблим героям Євромайдану
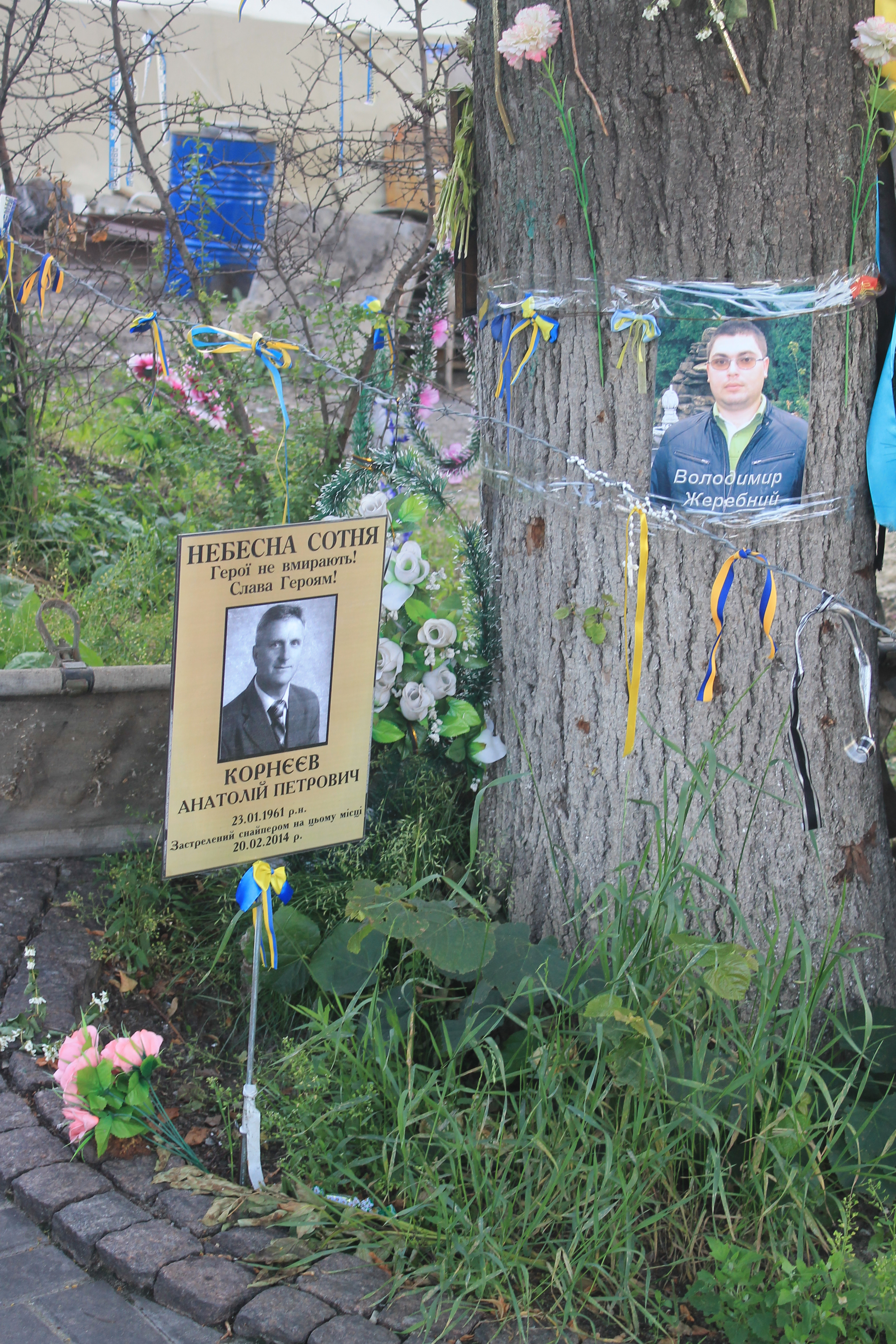
Пам'ятний знак Анатолію Корнєєву, загиблому герою Небесної сотні
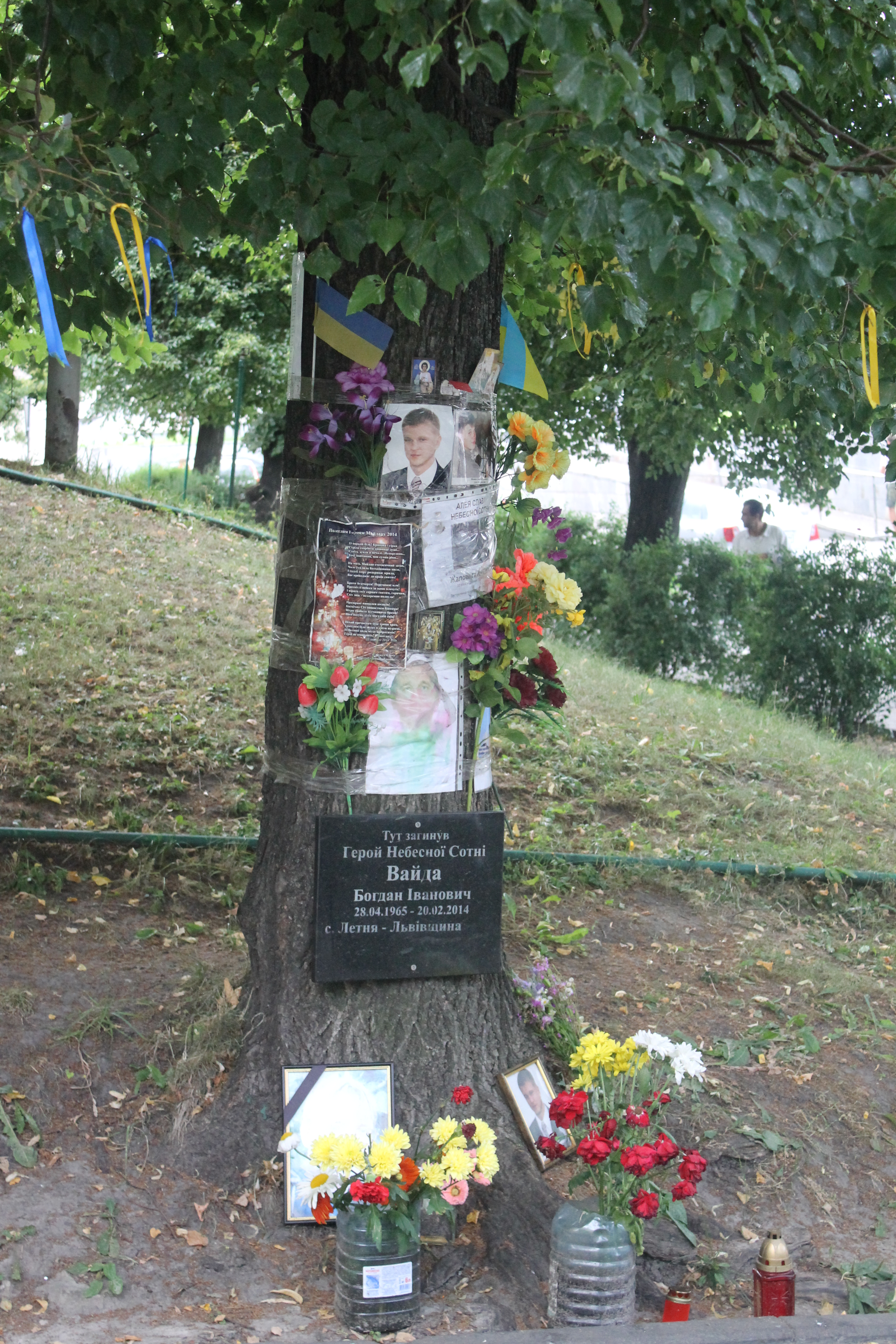
Пам'ятний знак Богданові Вайді, загиблому герою Небесної сотні
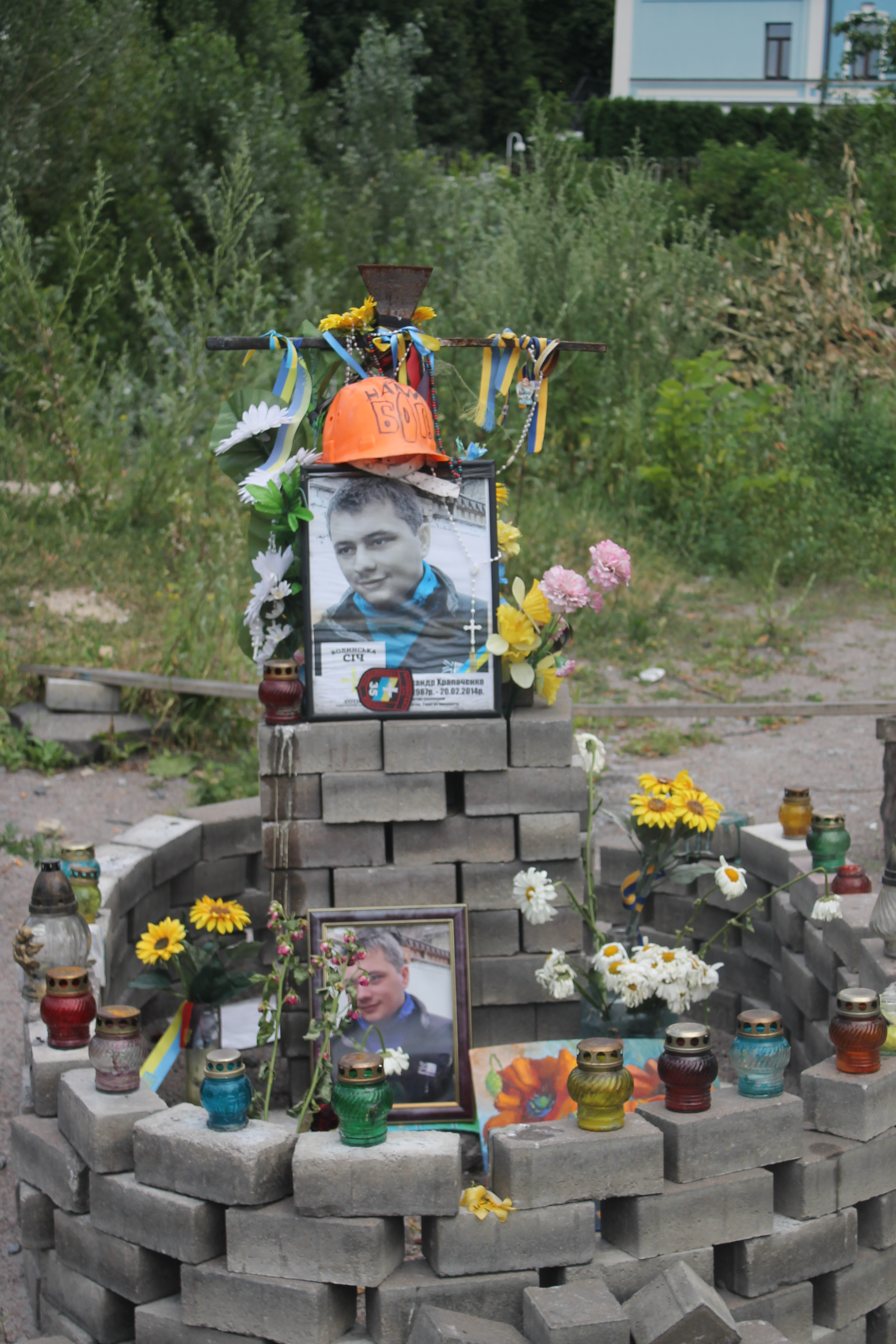
Пам'ятний знак Олександрові Храпаченку, загиблому бійцю Волинської сотні
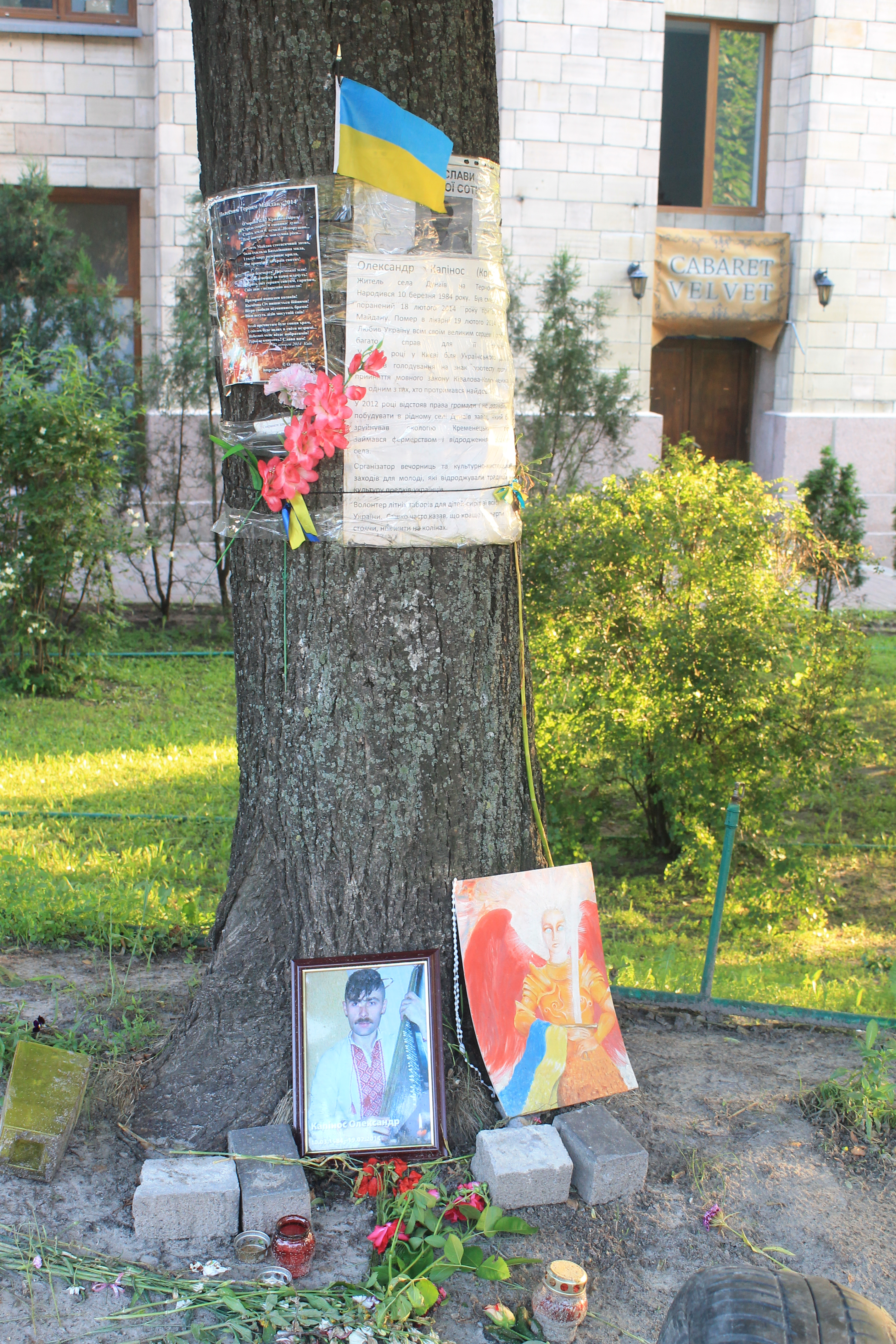
Пам'ятний знак на місці загибелі Олександрові Капіноса
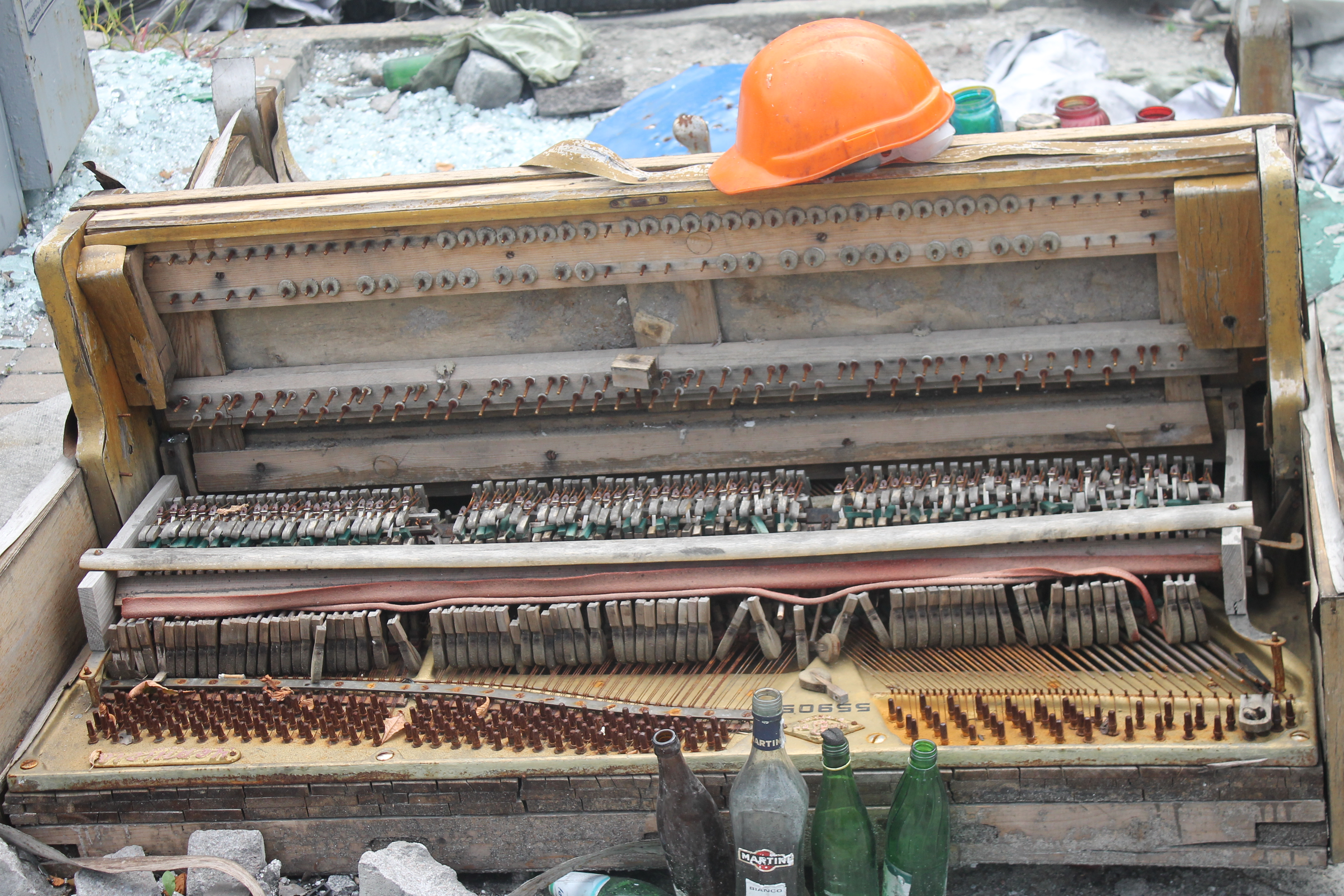
Експозиція пошкодженого в ході боїв піаніно, пляшок для розливу коктейлю Молотова і каски бійця самооборони Євромайдану
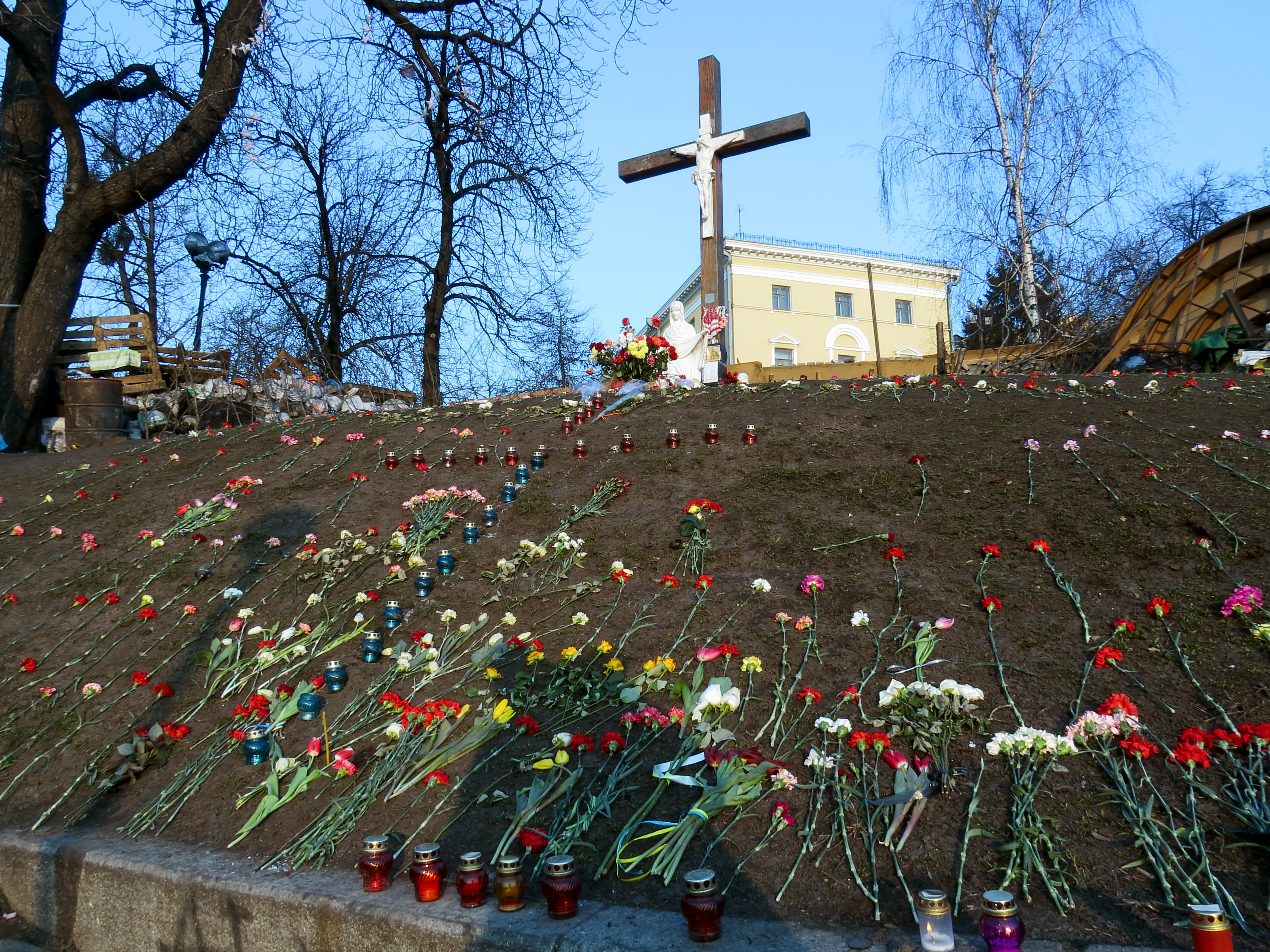
Квіти, викладені на схилі алеї. 9 березня 2014 року
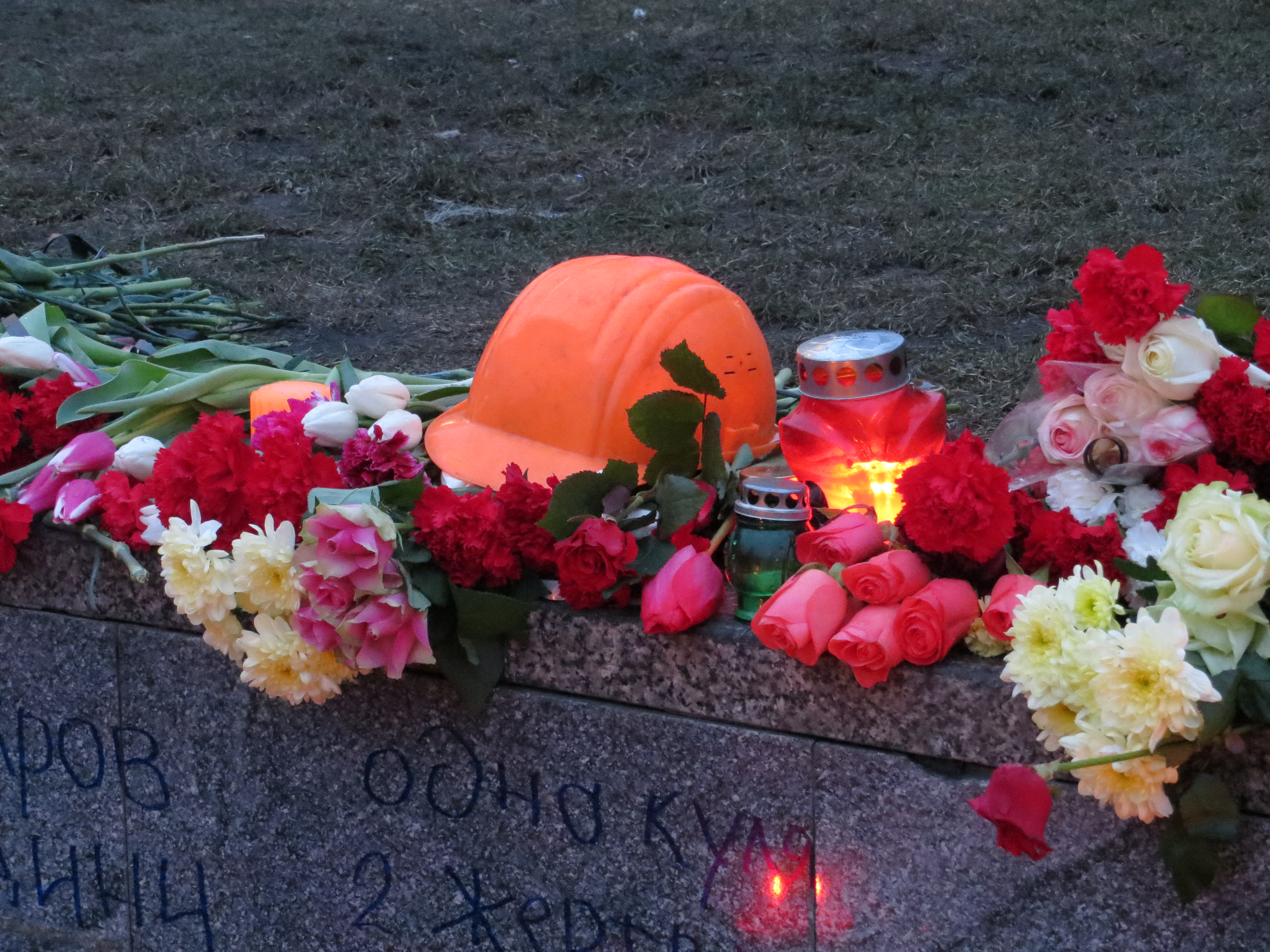
Фрагмент меморіалу Небесній сотні. 23 лютого 2014 року
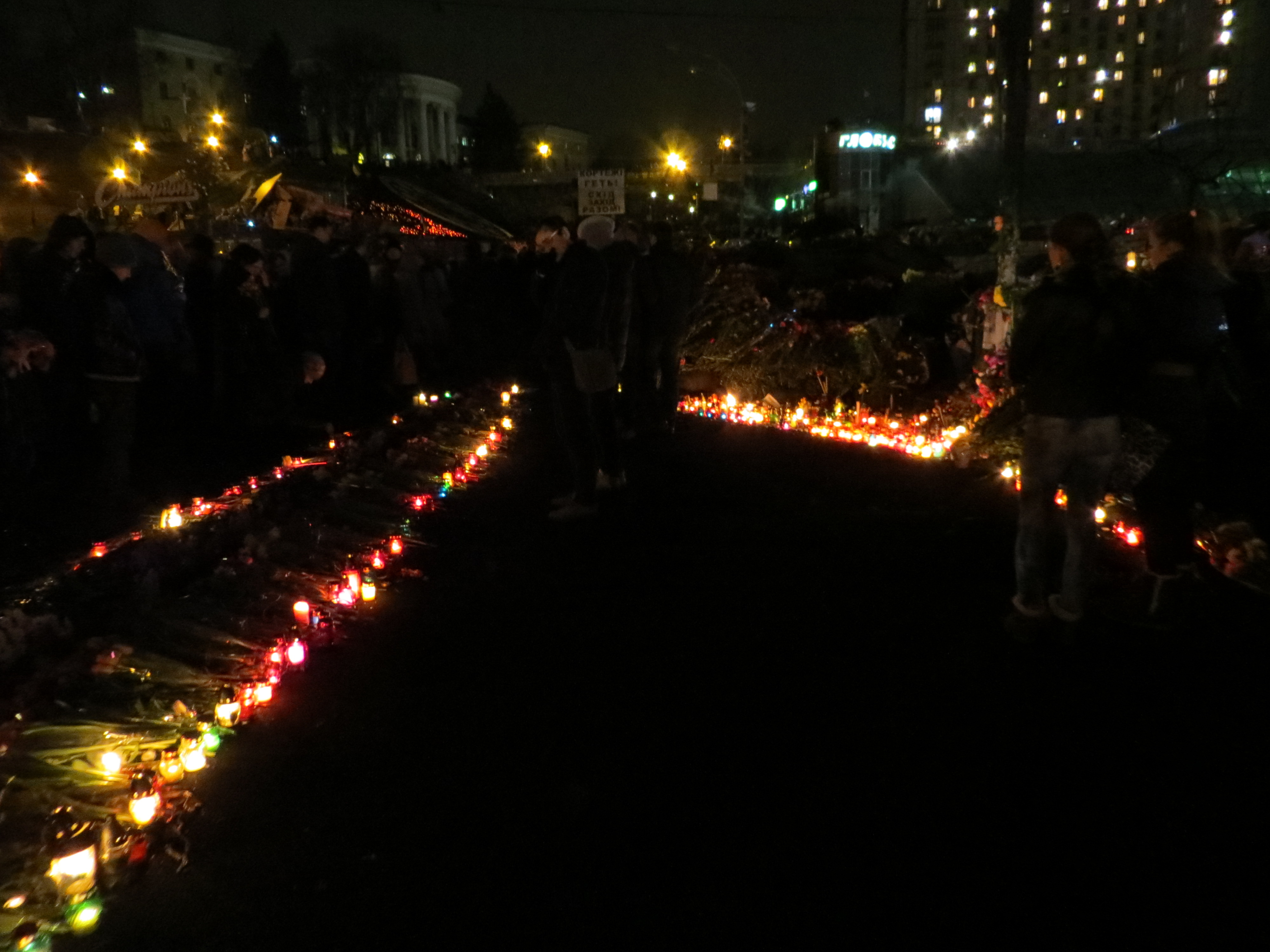
Квіти та свічки. 24 лютого 2014 року

## Будівлі та заклади
На вулиці розташовано всього 7 будинків.
Заклади культури:
- Міжнародний центр культури і мистецтв Федерації профспілок України (Жовтневий палац) (№ 1)
  - Кінотеатр «Кінопалац»

Навчальні заклади:
- Спортивна дитячо-юнацька школа олімпійського резерву (СДЮШОР) з художньої гімнастики (№ 1)

Бібліотеки:
- Бібліотека міжнародного центру культури та мистецтва профспілок України (№ 1)

Готелі:
- Готель «Україна» (№ 4)